# Oslany
Oslany (1973 bis zum 30. Juni 1995 slowakisch „Osľany“; ungarisch Oszlány) ist eine Gemeinde in der Slowakei.

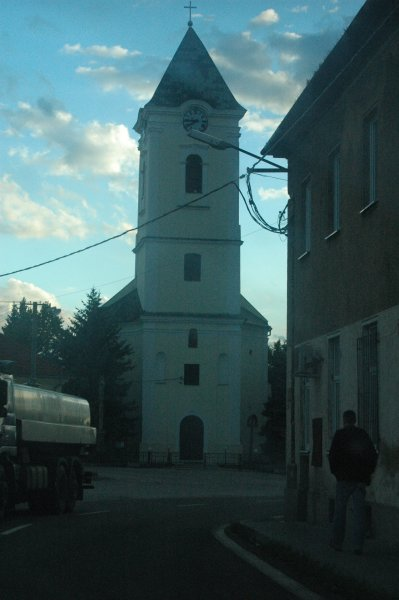
Kirche im Ort

Der Ort im Tal des Nitraflusses östlich der Stadt Partizánske.
Der Ort wurde 1254 zum ersten Mal erwähnt und 1322 als Hoslan schriftlich festgehalten. 1503 erhielt der Ort das Stadtrecht.
1603 mussten die Einwohner des Ortes viel unter den Türken leiden. Diese führten auch 200 Personen, die in die Kirche geflüchtet waren, mit sich in die Gefangenschaft. 1830 hatte Oslany 208 Häuser und 1460 slowakische Einwohner, die sich sämtliche zur katholischen Kirche bekannten.
Bis 1918 gehörte die Gemeinde im Komitat Bars zum Königreich Ungarn (dort war sie Sitz einer Stuhlbezirksverwaltung) und kam dann zur neu entstandenen Tschechoslowakei. Seit 1993 ist sie ein Teil der Slowakei.
Zu ihr gehört auch der im Südosten gelegene Ortsteil Ľubianka.

## Bevölkerung
| Jahr                | 1994 | 2004    | 2014    | 2024    |
| ------------------- | ---- | ------- | ------- | ------- |
| Anzahl der Personen | 2130 | 2224    | 2403    | 2399    |
| Unterschied         |      | +4,41 % | +8,04 % | −0,16 % |

| Jahr                | 2023 | 2024    |
| ------------------- | ---- | ------- |
| Anzahl der Personen | 2390 | 2399    |
| Unterschied         |      | +0,37 % |

## Persönlichkeiten
- Eduard Nécsey (* 9. Februar 1892 in Oslany; † 19. Juni 1968 in Nitra), Weihbischof in und Apostolischer Administrator von Nitra (1949–1968)